# Michael J. Egan
Michael „Mike“ Joseph Egan (* 8. August 1926 in Savannah, Georgia; † 7. Januar 2016 in Georgia) war ein US-amerikanischer Politiker der Republikanischen Partei und Jurist, der unter anderem zwischen 1966 und 1977 Mitglied im Repräsentantenhaus von Georgia war. Er bekleidete danach zwischen 1977 und 1979 als Beigeordneter Justizminister (United States Associate Attorney General) und den dritthöchsten Rang im US-Justizministerium. Er war ferner von 1989 bis 2001 Mitglied im Senat von Georgia.

## Leben

### Studium, Offizier und Rechtsanwalt
Michael Joseph Egan, Sohn von Dr. Michael J. Egan and Elise Robider Egan, besuchte eine von den Maristen-Schulbrüdern betriebene Grundschule in Savannah sowie weitere Schulen in Portsmouth. Nach Schulabschluss trat er 1945 in die US Army ein und wurde nach dem Besuch der Officer’s Candidate School  in Fort Benning zuletzt als Angehöriger der auf den Philippinen eingesetzten 86th Infantry Division zum Leutnant (Second Lieutenant) befördert. Nach seinem Ausscheiden aus dem Militärdienst begann er 1947 ein grundständiges Studium an er Yale University, das er 1950 mit einem Bachelor of Arts (B.A.) beendete. Während des Koreakrieges wurde er 1950 in den Militärdienst zurückbeordert und diente als Oberleutnant (First Lieutenant) in der 2nd Infantry Division. Nach seinem erneuten Ausscheiden aus dem aktiven Militärdienst begann er 1952 ein postgraduales Studium der Rechtswissenschaften an der Harvard Law School, der Juristischen Fakultät der Harvard University, und schloss dieses 1955 mit einem Bachelor of Laws (LL.B.) ab.
Nach Abschluss des Studiums und seiner Zulassung bei der Anwaltskammer des Bundesstaates Georgia (State Bar of Georgia) nahm er eine Tätigkeit als Rechtsanwalt auf und engagierte sich auch in der Handelskammer von Georgia. 1961 erhielt er zudem eine anwaltliche Zulassung für den District of Columbia und engagierte sich in der Anwaltsvereinigung von Atlanta sowie für das American Law Institute. Er war ferner Mitglied der juristischen Berufsvereinigungen American College of Trust and Estate Counsel (ACTEC) sowie American College of Tax Counsel.

### Politiker in Georgia undUS Associate Attorney General
Im Januar 1966 wurde Michael J. Egan als Kandidat der Republikanischen Partei erstmals zum Mitglied in das Repräsentantenhaus von Georgia gewählt und vertrat dort anfangs den 141. Wahlbezirk, danach zwischen Januar 1969 und Januar 1973 den 116. Wahlbezirk sowie schließlich von Januar 1973 bis Januar 1977 den 25. Wahlbezirk. Während dieser Zeit war er zwischen 1971 und 1977 als Minority Leader Vorsitzender der Fraktion der Republikanischen Partei im Repräsentantenhaus.
Mike Egan übernahm das am 10. März 1977 neugeschaffene Amt als Beigeordneter Justizminister (United States Associate Attorney General) und bekleidete damit bis 1979 den dritthöchsten Rang im US-Justizministerium. Er gehörte damit zur Regierung des ebenfalls aus Georgia stammenden US-Präsidenten Jimmy Carter von der Demokratischen Partei.
Nach seinem Ausscheiden aus dem Regierungsdienst trat er als Partner in die Anwaltskanzlei Sutherland, Asbill & Brennan ein. Im Juni 1989 wurde er für die Republikanische Partei schließlich Mitglied im Senat von Georgia und gehörte diesem als Vertreter des 40. Wahlbezirks bis Januar 2001 an.
Aus seiner Ehe mit Donna Egan gingen sechs Kinder hervor. Nach seinem Tode wurde er im Arlington Memorial Park in Sandy Springs beigesetzt.